# Kenny Brown
Kenny Brown, né le 25 avril 1991 à Farmington Hills au Michigan, est un joueur américain de basket-ball.

## Clubs
- 2009-2013 :  Ferris State Bulldogs (université)
- 2013-2014 :  Lake Michigan Admirals
- 2014-2015 :  Al Hilla
- 2015-2016 :  Al Karkh
- 2016 :  CD Aguila San Miguel
- 2016 :  Halcones de Calle
- 2017 :  Sinsa Tigres
- 2017 :  Al Shurtah
- 2017-2018 :  BK Liepājas Lauvas
- 2018 :  Fast Break del Valle
- 2018 :  Al Morog
- 2019 :  Al Wehda
- 2019 :  Al Ansar
- 2019 :  Association sportive de Salé
- 2020 :  Étoile sportive de Radès
- 2023-2024 :  Al-Arabi Sports Club
- depuis 2025 :  Club Tadamon Sportif Hrajel

## Palmarès
- Champion d'Irak : 2016